# Dorfkirche Hohenprießnitz

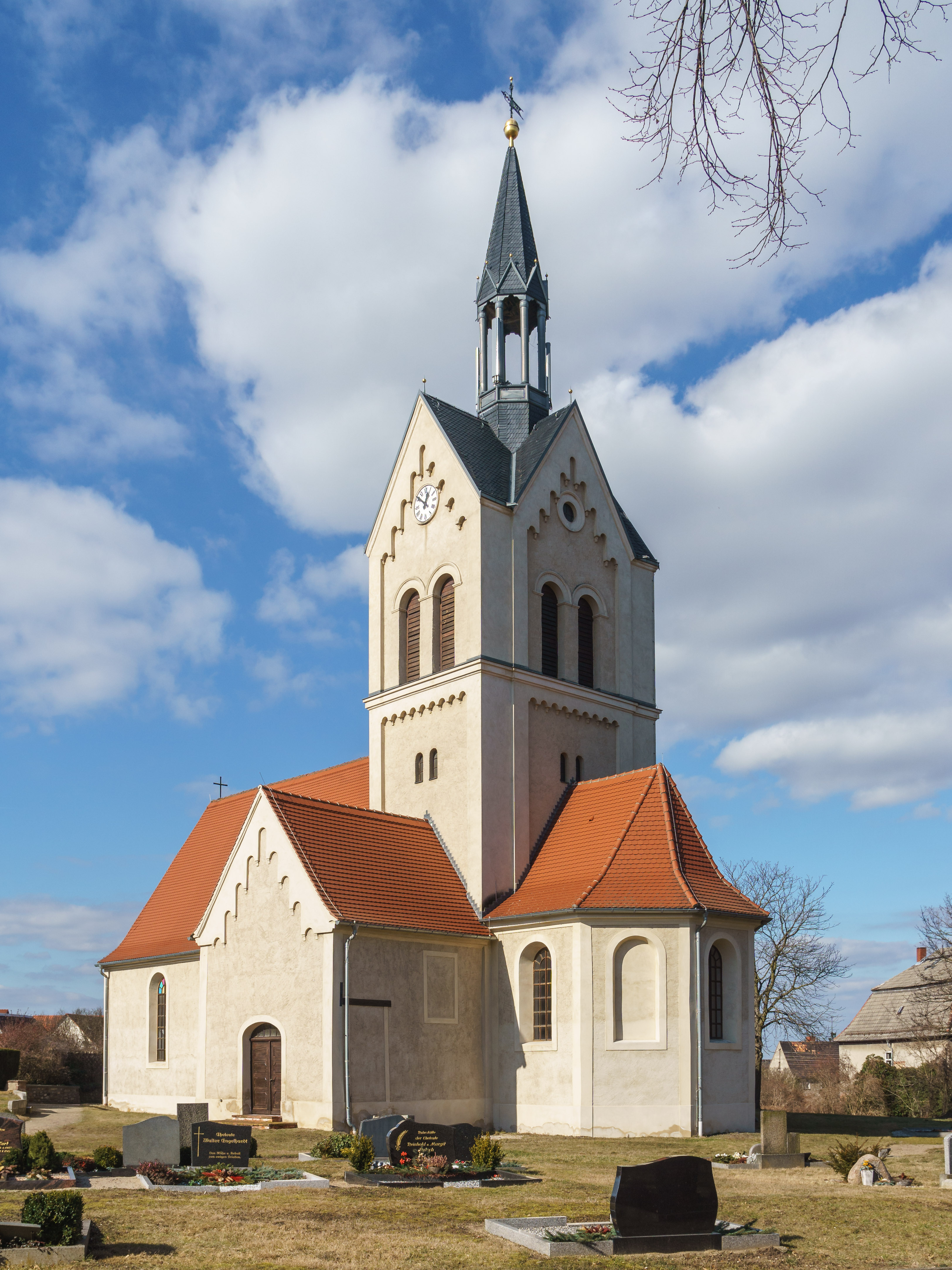
Dorfkirche Hohenprießnitz

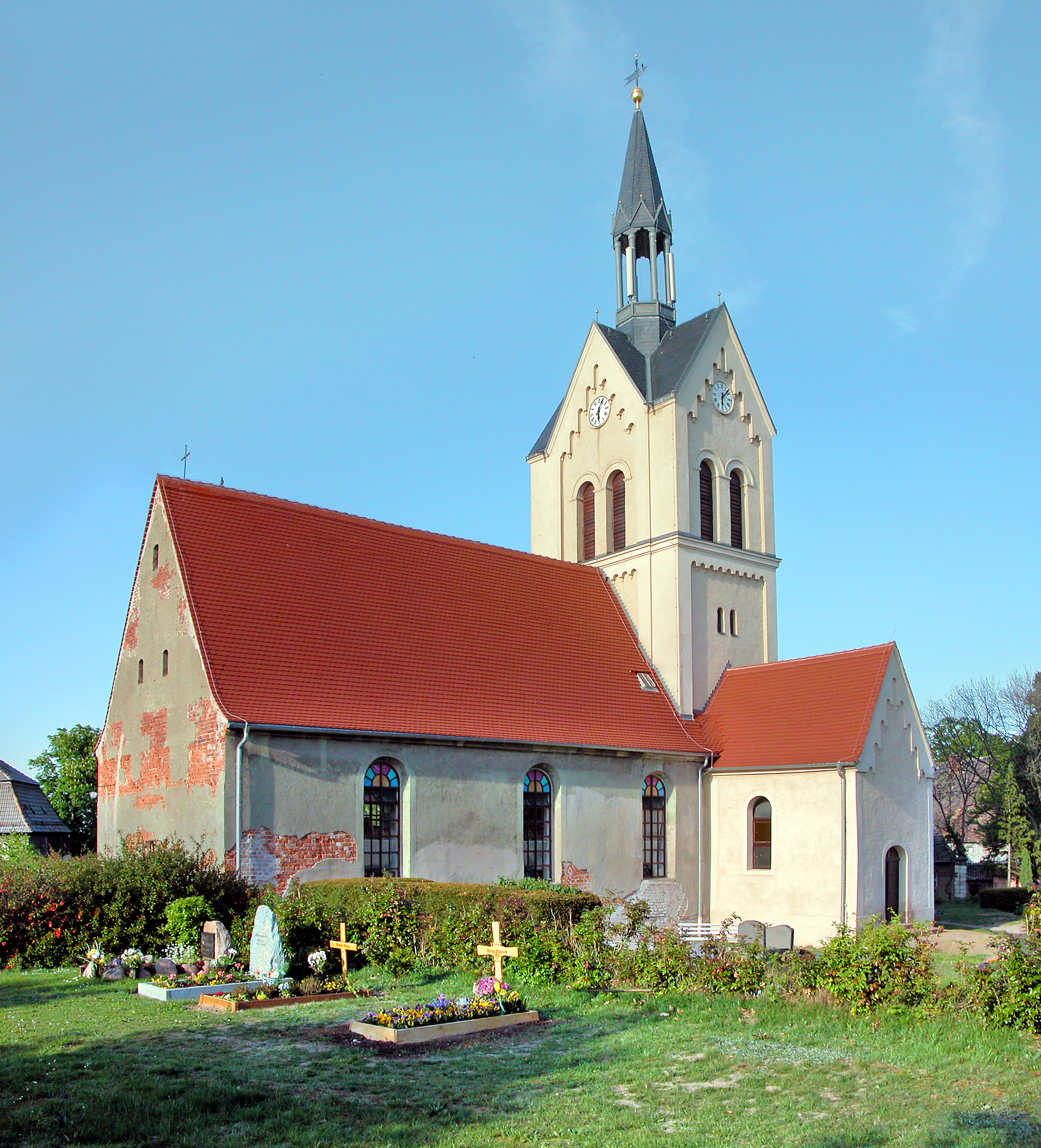
Südwestansicht

Die evangelische Dorfkirche Hohenprießnitz ist eine barocke Saalkirche im Ortsteil Hohenprießnitz von Zschepplin im Landkreis Nordsachsen in Sachsen. Sie gehört zum Pfarrbereich Krippehna im Kirchenkreis Torgau-Delitzsch der Evangelischen Kirche in Mitteldeutschland.

## Geschichte und Architektur
Die Kirche Hohenprießnitz wurde um 1700 unter Verwendung des alten Chorturms als barocke Chorturmkirche mit älterem Kern erbaut, der dreiseitige Ostschluss stammt aus dem Jahr 1737. Im Jahr 1744 wurde eine Patronatsstube angebaut; nach Teilabbruch des alten Chorturms wurde 1867 ein neuromanischer Chorturm erbaut. Umfassende Restaurierungen mit Anbau eines neuen Gemeinderaums erfolgten in den Jahren 1961/62.
Das Bauwerk ist ein verputzter Backsteinbau mit einem Chorturm über rechteckigem Grundriss, der als Abschluss ein Kreuzdach mit Laterne trägt. An der Nordseite ist die Sakristei angebaut, an der Südseite die zweigeschossige Patronatsloge. An der Westseite erschließt ein Stichbogenportal aus Porphyr von 1700 das Bauwerk.
Im Inneren schließt eine flache Holzbalkendecke das Bauwerk, hohe Rundbögen führen zum Turmuntergeschoss und zum Chor, beide mit flacher Putzdecke aus dem Jahr 1737. An drei Seiten sind einfache Emporen aus dem Jahr 1701 eingebaut. Die Patronatsempore ist mit Wappen derer von Hohenthal und mit Inschriften aus der Mitte des 19. Jahrhunderts versehen, darunter befindet sich eine Loge. Eine rundbogige Pforte führt zur Sakristei mit Tonnengewölbe.

## Ausstattung
Das Hauptstück der Ausstattung ist ein architektonischer Altaraufbau aus dem Jahr 1740 mit zwei Pilastern, die ein schweres Gebälk mit gesprengtem Giebel tragen; das Altarbild mit einer Darstellung des die Kinder segnenden Christus wurde von Johann Carl Rößler um das Jahr 1832 geschaffen. Die wohlgestaltete barocke Lesetaufe aus dem Jahr 1740 ist mit aufwändigen vegetabilen Schnitzereien versehen.
Die Orgel mit barockem Prospekt aus dem Jahr 1785 von Johann Christian Friedrich Flemming wurde um 1880 von Nicolaus Schrickel erneuert. Sie wurde nach Restaurierung im Jahr 2023 wieder eingeweiht.
Drei fein gearbeitete Grabdenkmäler aus teils gefasstem Sandstein zeigen ganzfigurige Darstellungen der Verstorbenen Sabina von Spiegel († 1584), Paul von Spiegel († 1587) und des Kindes Ditterich von Spiegel († 1599). In der Mitte des Chorfußbodens befindet sich die Gruft für Christian von Klengel († 1693) mit einer Grabplatte aus grünem Marmor. Epitaphien aus Marmor mit großen Inschriftfeldern wurden für den Reichsgrafen Johann Jakob von Hohenthal († 1802) und für Carl Dietrich Lothar von Hohenthal († 1870) gesetzt.